# Andreas Beck (tenista)
Andreas Beck (Weingarten, 5 de Fevereiro de 1986) é um tenista profissional alemão, tendo como mais alto ranking, número 33 do mundo, em 2 de Novembro de 2009.
Possui quatro títulos de simples em nível challenger, em ATP seu melhor resultado foi vice em 2009 no ATP de Gstaad, vencendo na semifinal o brasileiro Marcos Daniel, porém, perdendo na decisão para Thomaz Bellucci.

## ATP finais

### Simples: 1 (0–1)
| Legenda                         |
| ------------------------------- |
| Grand Slam                      |
| ATP World Tour Finals           |
| ATP World Tour Masters 1000     |
| ATP World Tour 500 Series       |
| ATP World Tour 250 Series (0–1) |

| Posição | N. | Data           | Torneio                      | Piso   | Oponente        | Placar        |
| ------- | -- | -------------- | ---------------------------- | ------ | --------------- | ------------- |
| Vice    | 1. | Agosto 3, 2009 | ATP de Gstaad, Gstaad, Suíça | Saibro | Thomaz Bellucci | 4–6, 6–7(2–7) |

### Duplas: 2 (0–2)
| Legenda                         |
| ------------------------------- |
| Grand Slam                      |
| ATP World Tour Finals           |
| ATP World Tour Masters 1000     |
| ATP World Tour 500 Series       |
| ATP World Tour 250 Series (0–2) |

| Posição | N. | Data           | Torneio                           | Piso   | Parceiro        | Oponente                              | Placar        |
| ------- | -- | -------------- | --------------------------------- | ------ | --------------- | ------------------------------------- | ------------- |
| Vice    | 1. | Julho 13, 2009 | Gerry Weber Open, Halle, Alemanha | Grama  | Michael Lammer  | Christopher Kas Philipp Kohlschreiber | 3–6, 4–6      |
| Vice    | 2. | Maio 1, 2011   | BMW Open, Munique, Alemanha       | Saibro | Christopher Kas | Horacio Zeballos Simone Bolelli       | 6–7(3–7), 4–6 |